# Regionval i Sverige
Regionval (före 2020 Landstingsval) är i Sverige de allmänna val av ledamöter och ersättare till regionfullmäktige i en region, som hålls på regional nivå. Regionfullmäktige får därigenom uppdraget att välja en regionstyrelse. Dessa val hålls i samband med kommunalval och riksdagsval i september vart fjärde år. Valet går till så att väljaren lägger sin röst på en person i en valurna.
Utformandet och genomförandet av regionvalen regleras i lagen genom vallagen. Rösträttens och valbarhetens regler är nästan likadana som kommunalvalen. Man måste ha ersättare. Varje ersättare är personlig för ledamöterna och tar upp ledamotens post om denne skulle avgå under mandatperioden. Vid val till regionfullmäktige är regionen en enda valkrets, om inte fullmäktige beslutar att dela in regionen i två eller flera valkretsar. 

## Historia
Innan riksdagsvalet i Sverige 1970 påverkade landstingsvalen sammansättningen i riksdagen. Detta eftersom ledamöterna i landstingen utsåg deltagarna i första kammaren. Förr hette landstingsfullmäktige enbart landsting, medan det som fram till 2019 kallades landsting gick under namnet landstingskommun.

## Regionfullmäktige
Regionfullmäktige är det högsta beslutande organet i landstinget. Organet består av olika många ledamöter. Antalet varierar beroende på hur många invånare regionen har. Mindre än 140 000 invånare i regionen ger 31 regionfullmäktigeledamöter medan större regioner som Region Stockholm har 149 ledamöter. Fullmäktige leds av ett presidium som har en ordförande samt olika stort antal vice ordföranden. Dessa utser tillsammans regionstyrelsens ledamöter samt ledamöter till andra fullmäktigeberedningar och nämnder. Hur organet arbetar är bestämt i kommunallagen.

## Skillnader mellan valen
Valdeltagandet är generellt sett, både före och efter införandet av en gemensam valdag, lika eller nästan lika högt som deltagandet vid riksdagsvalen. Regionvalen tenderar fokusera mindre på parti och mer på regionfrågor. Frågorna till regionen är inte av lika stort intresse i olika massmedier. Väljarna har ofta mindre kunskap om de frågor som skiljer partierna åt i regionvalen än både kommunal- och riksdagsvalen. Regionvalens röstsplittring är mindre än den röstsplittring som är i kommunalvalen.